# Dell Streak

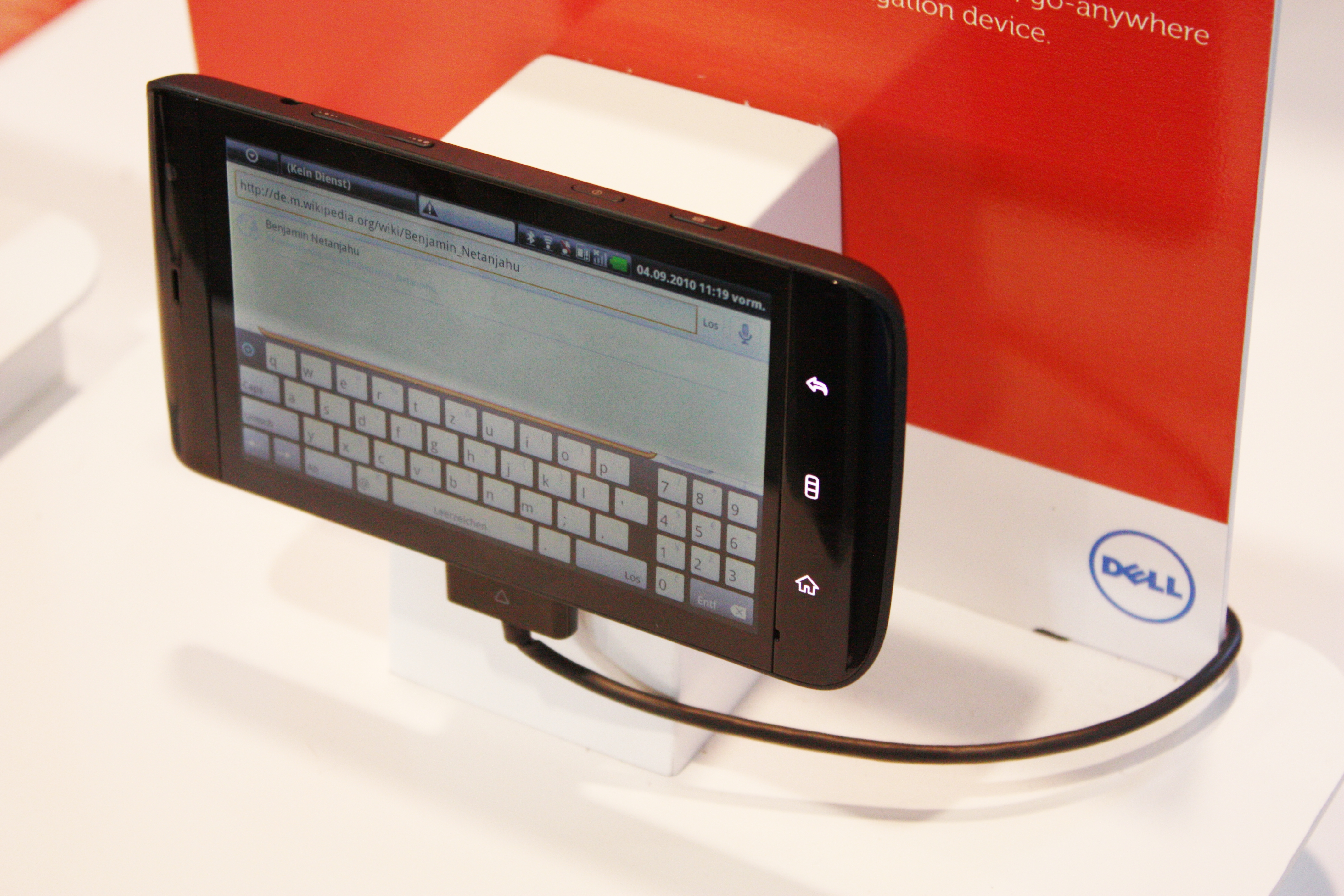
Tablet-Computer Dell Streak

Das Dell Streak ist ein Smartphone von Dell aus dem Jahr 2010. Mit einer Displaydiagonale von 5 Zoll war es damals eines der größten Smartphones und zählt zu den ersten Smartlets. Dieser Aspekt – zu groß für die Hemdtasche und zu klein für den Koffer – wurde dabei auch kritisch gesehen.

## Geschichte
Das Dell Streak wurde im Mai 2010 auf der Computex in Taipeh vorgestellt. Es kam in Großbritannien Anfang Juni 2010 auf den Markt. In Deutschland und den USA ist das Gerät seit Anfang August 2010 verfügbar. Seit August 2011 wird das Streak 5 in den USA nicht mehr verkauft.

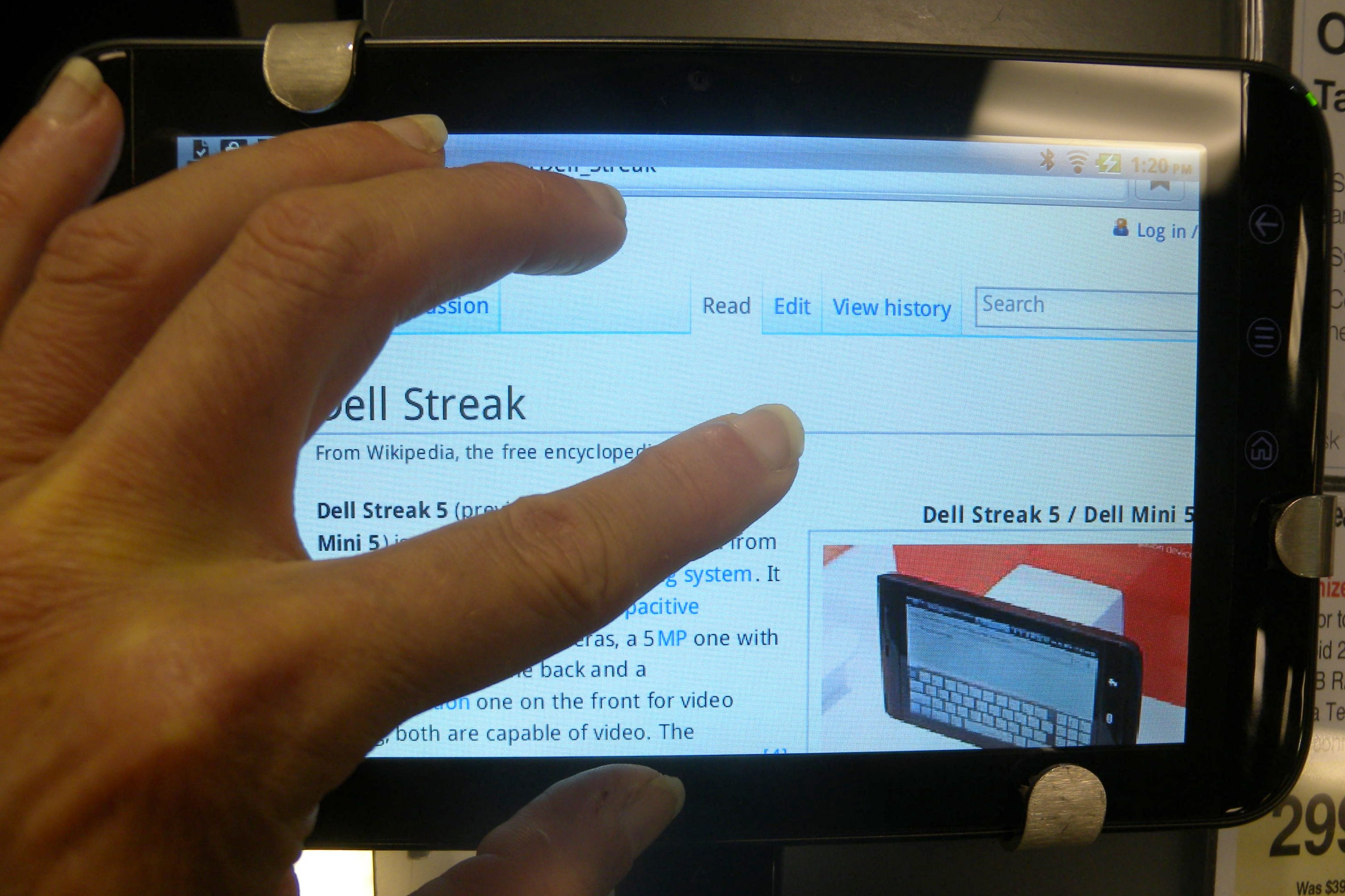
Dell Streak 7

Auf der Consumer Electronics Show (CES) in Las Vegas wurde Anfang 2011 das Streak 7 gezeigt, das seit April 2011 auch in Deutschland verkauft wird. Dieses Gerät verfügt über einen 7-Zoll-Bildschirm mit der Auflösung 800 × 480 Pixel. Es besitzt das System on a Chip Tegra 2 von Nvidia und wird mit dem Betriebssystem Android 2.2. ausgeliefert. Dell stellt aber bereits seit Mitte 2011 ein automatisches Update auf Android 3.2 (Honeycomb) zur Verfügung.
Am 29. Juli 2011 stellte Dell das Modell Streak 10 pro vor, das vorerst nur auf dem chinesischen Markt verkauft werden soll. Als Preis wurden ¥ 2.999 (entspricht knapp 330 Euro) angegeben. Ob, wann und wie teuer das Streak 10 pro auf den europäischen oder amerikanischen Markt kommt, ist noch nicht bekannt. Als Betriebssystem wird Android 3.1 mitgeliefert. Als Prozessor verwendet Dell einen Tegra 2 T20 mit zwei CPU-Kernen der mit einem Gigahertz getaktet ist, 1 GB Arbeitsspeicher sowie einem weiteren 16 GB großen internen Speicher in einem 13 Millimeter dicken und 727 Gramm schweren Aluminiumgehäuse. Das 10,1 Zoll große Display mit sogenanntem Gorilla Glass hat eine Auflösung von 1.280 × 800 Pixel, die zwei Kameras haben Auflösungen von fünf (Rückseite) bzw. zwei (Vorderseite) Megapixeln. Als Schnittstellen stehen ein spezieller Dock Connector, ein Micro-USB-Port, ein Slot für SD-Karten, Bluetooth und WLAN 802.11 n zur Verfügung, weitere Schnittstellen wie z. B. ein HDMI Ausgang können über einen Adapter angeschlossen werden. Im Akkubetrieb soll das Gerät bis zu 12 Stunden laufen.

## Technik im Dell Streak 5
Das Dell Streak besitzt einen 1-GHz-Snapdragon-Prozessor. Als Betriebssystem wurde zunächst Android 1.6 angeboten; seit Dezember 2010 wird Android 2.2 eingesetzt. Seit dem 22. Dezember 2011 gibt es das unerwartete Update auf Android 2.3, welches bisher aber nur in Amerika und Korea durchführbar ist.
Das Streak hat ein 5-Zoll-LCD-Touchscreen mit einer Auflösung von 800 × 480 Pixeln, das jedoch statt einer vollständigen Multi-Touch-Umsetzung nur DualTouch bietet. An der Geräterückseite ist eine 5 Megapixel-Kamera integriert und auf der Vorderseite eine VGA-Kamera. Das Gerät besitzt einen 512-MB-ROM- und 512-MB-SDRAM-Speicher sowie eine fest integrierte und für den Benutzer nicht zugänglich 2-GB-microSD-Karte für System- und Anwendungsdaten. Der Speicher ist über ein dem Benutzer zugänglichen microSD-Kartensteckplatz (16 GB ab Werk installiert) erweiterbar. Das Tablet kommuniziert drahtlos per WLAN 802.11 b/g, Bluetooth 2.0, UMTS, HSDPA/HSUPA, GPRS und EDGE.
Die Abmessungen des Streak betragen 152,9 mm × 79,1 mm × 9,98 mm und es ist 220 g schwer. Des Weiteren besitzt das Gerät einen Umgebungslicht-, Entfernungs- und Beschleunigungsmesser sowie einen elektronischen Kompass, GPS-Empfänger und Kapazitätssensortasten. Auch als Navigationssystem ist das Gerät ausgelegt.
Zum Telefonieren wird alternativ ein Headset mitgeliefert, um dessen Qualität es nach einem Bericht des Spiegel aber nicht zum Besten steht. In dem gleichen Test betrug die Akkulaufzeit im Standby-Betrieb etwa zwei Tage. Die Website Chromoid kam in einem Vergleichstest auf eine Betriebszeit von 7 Stunden und 35 Minuten.